# 小花姜花
小花姜花（学名：Hedychium sinoaureum），为姜科姜花属下的一个植物种。
小花姜花植株茎高60-90厘米，叶披针形，花黄色。生长于石山之上，分布地区包括中国云南、西藏等地。